# 고덜밍

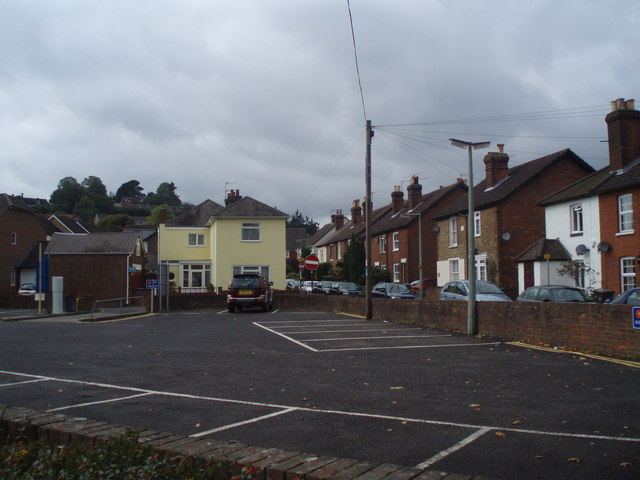
고덜밍

고덜밍(Godalming)은 서리 주에 위치한 도시이다. 인구는 21,103명이다.